# Állatok
Az állatok (Animalia) az eukarióta élőlények egy rendszertani országát alkotják. Az állatok csoportja törzsfejlődési szempontból monofiletikus, azaz egyetlen közös őstől származtatható. Az állatokkal a zoológia tudománya foglalkozik.

## Közös tulajdonságaik
- Heterotrófok, méghozzá kemoheterotrófok, azaz az életműködésükhöz szükséges energiát és a testük felépítéséhez szükséges szenet és nitrogént is csak szerves anyagokból képesek kinyerni.
- Eredendően többsejtűek, de léteznek olyan állatok, melyek életük során elvesztik valódi többsejtű jellegüket. Ilyenek a nyálkaspórások, amelyek sejtjei egy  életszakaszukban egy sokmagvú szincitiummá olvadnak össze.
- Életük nagy részében diploidok, csak az ivarsejtjeik haploidok, azaz a növényeknél ismert haploid-diploid nemzedékváltakozás nincs.
- Nem képesek a lizin bioszintézisére.
- A HOX gének expresszálódnak bennük.
- sejtjeik között speciális sejtkapcsoló struktúrák (pl. dezmoszómák, réskapcsolatok stb.) alakulnak ki,
- sejtközi állományuk (az extracelluláris mátrix) kollagént és más strukturális fehérjéket tartalmaz.
- Heteroszexuálisak, mivel a hím csak a nősténnyel tud szaporodni, s nem tud a hím a hímmel, a nőstény a nősténnyel szaporodni.

Életük nagy részében rendszerint diploidok, csupán a számfelező osztódással (meiózissal) létrejövő ivarsejtjeik (a petesejtek és a hímivarsejtek) haploidok.
Egyedfejlődésük alapja a barázdálódás. Ennek során a megtermékenyített petesejtből (zigóta) előbb szedercsíra (morula), abból hólyagcsíra (blasztula), majd (a legtöbb állatnál) bélcsíra (gasztrula) fejlődik.

## Evolúciójuk

### Az állatok kialakulása
A tudomány mai állása szerinti legelfogadottabb hipotézis szerint az első állatok pelágikus, azaz vízben szabadon úszó életmódot folytató galléros-ostoros egysejtűek (valószínűleg a galléros ostorosokhoz (Choanoflagellata) hasonló élőlények) kolóniáiból alakultak ki. A galléros-ostoros sejtkolóniából jött létre az úgynevezett planuloid alak, mely megfeleltethető a legősibb állatcsoportok, így például a szivacsok, a csalánozók, és laposférgek lárvaalakjával. A planuloid alak szesszilizációjából (helytülő életmódúvá válásából) a szivacsok, gasztrulációjából (a bélcsíra kialakulásából) pedig a valódi szövetes állatok eredeztethetők. Egyik csoportba sem tartoznak a korongállatkák, amiknél a szivacsokkal ellentétben megjelent a két csíralemez, de még nem alakult ki bélcsíra.

### Az állatok törzsfejlődése
A törzsekké fejlődés állatvilága a törzsfejlődés azon szakasza, amikor az archeák azonos vagy hasonlatos környezetben eltérő törzsi folyamataik során folyamatos kapcsolódással (például szimbiózis, táplálkozás) részt vesznek egymás egyedi folyamataiban, és kialakultak mindazok a közös bélyegek, amelyek alapján az állatokat elkülönítjük az összes többi élőlénytől. Mikor a prokarióta, a sejtmag előtti egysejtű ősibb archea nem csak a baktériumokból fejlődött, hanem már az összetettebb országából, feltehetően kialakult a kromatin, a kettős szálú nukleinsav (DNS) és a szerveződésében részt vevő fehérje, a hisztonok komplexe és eukariótává (eu = valódi, karyon = sejtmag) fejlődött, ez feltételezhetően alacsony vízállású partok mentén a hőmérséklet és klíma ingadozásának köszönhetően következett be. Ez 2000–2200 millió évvel ezelőtt lehetett.
A legősibb élőlénykör leletek 560 millió évvel ezelőttől származtathatóak, az ediakara kortól, a kambriumi robbanás 520-530 millió évvel ezelőttre tehető. Az állatok kifejlődésének megértéséhez segítséget nyújthat a Moszatgombák és a Chromista szócikkek leírásának az összevetése a különböző algák kapcsolatával és az eukromatin, heterokromatin jelentőségeivel, amely elvezet az élősködők és a parazitoidok megértésével az állatok törzsekké fejlődéséhez. — Az állat- és növényvilág megkülönböztetése igen régi keletű, ezt a két kategóriát azonban a biológia fejlődésével több más elem egészítette ki. Ma már sok közös jellemző alapján lehet csak különbséget tenni az állatok és az élővilág többi tagja között. Ezek közül legfontosabb a heterotrófia, miszerint minden állat kizárólag szerves anyagok hasznosítására képes. Az állatvilág törzseinek rendszerezésével az állatrendszertan foglalkozik.

## Rendszerezésük

### Az állatok helye az élővilágban
Az állatokat Carl von Linné rendszertana óta máig önálló országként kezelik. Az állatokat a modern rendszertanok az eukarióták (Eukaryota) doménjének részeként tartják számon. Az alábbi táblázat az eukarióták felosztásának változásait, és ezzel együtt az állatok besorolásának viszonylagos változatlanságát mutatja be az idők folyamán:
| Linnaeus 1735 2 ország | Haeckel 1866 3 ország | Chatton 1937 2 birodalom | Copeland 1956 4 ország | Whittaker 1969 5 ország | Woese et al. 1977 6 ország | Woese et al. 1990 3 domén |
| ---------------------- | --------------------- | ------------------------ | ---------------------- | ----------------------- | -------------------------- | ------------------------- |
| -                      | Protista              | Prokaryota               | Monera                 | Monera                  | Eubacteria                 | Bacteria                  |
| -                      | Protista              | Prokaryota               | Monera                 | Monera                  | Archaebacteria             | Archaea                   |
| -                      | Protista              | Eukaryota                | Protista               | Protista                | Protista                   | Eukarya                   |
| Vegetabilia            | Plantae               | Eukaryota                | Plantae                | Fungi                   | Fungi                      | Eukarya                   |
| Vegetabilia            | Plantae               | Eukaryota                | Plantae                | Plantae                 | Plantae                    | Eukarya                   |
| Animalia               | Animalia              | Eukaryota                | Animalia               | Animalia                | Animalia                   | Eukarya                   |

A 2010-es években érvényes felosztás az eukariótákat 3 nagy csoportra bontja. Az állatok ezek egyikében, az Amorphea kládban, ezen belül az Opisthokontában kapnak helyet, a galléros ostorosok (Choanoflagellata) testvércsoportjaként.

### Az állatok rendszertani felosztása
A 2010-es évek végére kb. 1,4 millió állatfajt írtak le; ez az eddig leírt fajok közel 3/4-e. A leírt állatfajok csaknem 70%-a rovar.
Az állatok legelfogadottabb meghatározása szerint a szivacsok (Porifera) és a korongállatkák (Placozoa) is ide tartoznak (Animalia sensu lato – „állatok tágabb értelemben”), egyes elgondolások csak a valódi szövetes állatokat (Eumetazoa) értelmezik állatokként (Animalia sensu stricto – „állatok szűkebb értelemben”).
Korábban a szivacsokat és a korongállatkákat együttesen az álszövetes állatok (Parazoa) alországába sorolták, újabb kutatások szerint azonban a csoport parafiletikus, ezért nem lehet taxon.
- Szivacsok (Porifera)
- Korongállatkák (Placozoa)
- Valódi szövetes állatok (Eumetazoa)
  - Sugaras szimmetriájú állatok (Radiata)
    - Csalánozók (Cnidaria)
    - Bordásmedúzák (Ctenophora)

  - Kétoldali szimmetriájú állatok (Bilateria)
    - Nyílférgek (Chaetognatha)
    - Orthonectida
    - Rhombozoa
    - Ősszájúak (Protostomia)
      - Spirálisan barázdálódó állatok (Spiralia)
        - Platyzoa
          - Buzogányfejű férgek (Acanthocephala)
          - Cycliophora
          - Csillóshasúak (Gastrotricha)
          - Gnathostomulida
          - Micrognathozoa
          - Laposférgek (Platyhelminthes)
          - Kerekesférgek (Rotifera)

        - Tapogatós-csillókoszorús állatok (Lophotrochozoa)
          - Gyűrűsférgek (Annelida)
          - Pörgekarúak (Brachiopoda)
          - Mohaállatok (Bryozoa)
          - Ormányosférgek (Echiurida)
          - Nyelesférgek (Entoprocta)
          - Puhatestűek (Mollusca)
          - Zsinórférgek (Nemertea)
          - Csöves tapogatósok (Phoronida)
          - Fecskendőférgek (Sipuncula)

      - Vedlő állatok (Ecdysozoa)
        - Ízeltlábúak (Arthropoda)
        - Övesférgek (Kinorhyncha)
        - Lobopodia
        - Loricifera
        - Fonálférgek (Nematoda)
        - Húrférgek (Nematomorpha)
        - Karmos féreglábúak (Onychophora)
        - Farkosférgek (Priapulida)
        - Medveállatkák (Tardigrata)

    - Újszájúak (Deuterostomia)
      - Gerinchúrosok (Chordata)
      - Tüskésbőrűek (Echinodermata)
      - Félgerinchúrosok (Hemichordata)
      - Xenacoelomorpha[18]

## A fajok becsült száma
- 2011-ben a PLoS Biology folyóirat szerint 7,77 millió állatfaj élt a földön (amelyből 953 434-et írtak le és katalogizáltak).
- 2019-re a leírt állatfajok száma túllépte az 1,4 milliót. Ezek mintegy 70%-a rovar.